# Gordius germanicus
Gordius germanicus är en djurart som tillhör fylumet tagelmaskar, och som beskrevs av Heinze 1937. Gordius germanicus ingår i släktet Gordius, och familjen Gordiidae. Inga underarter finns listade i Catalogue of Life.